# 圣旺德里耶-朗松
圣旺德里耶-朗松（法語：Saint-Wandrille-Rançon，法語發音：[sɛ̃ vɑ̃dʁij ʁɑ̃sɔ̃]）是法国滨海塞纳省的一个旧市镇，属于鲁昂区。圣旺德里耶-朗松于1825年由原市镇圣旺德里耶（Saint-Wandrille）和朗松（Rançon）合并而成。2016年1月1日，圣旺德里耶-朗松与邻近的两个市镇合并为新市镇里沃昂塞纳（Rives-en-Seine）。

## 地理
圣旺德里耶-朗松（49°31'38"N, 0°46'2"E）面积18.11 平方千米，位于法国诺曼底大区滨海塞纳省，该省份为法国北部沿海省份，其西部及北部濒大西洋英吉利海峡，东起顺时针与索姆省、瓦兹省、厄尔省和卡爾瓦多斯省接壤。
与圣旺德里耶-朗松接壤的市镇（或旧市镇、城区）包括：图夫勒维尔-拉科尔伯利讷、贝特维尔、拉福勒蒂耶尔、卢沃托、莫莱夫里耶-圣热特吕德、布利克蒂圣母村、圣玛格丽特-叙迪克莱尔、圣尼古拉-德布利克蒂、勒特雷、里沃昂塞纳。
圣旺德里耶-朗松的时区为UTC+01:00、UTC+02:00（夏令时）。

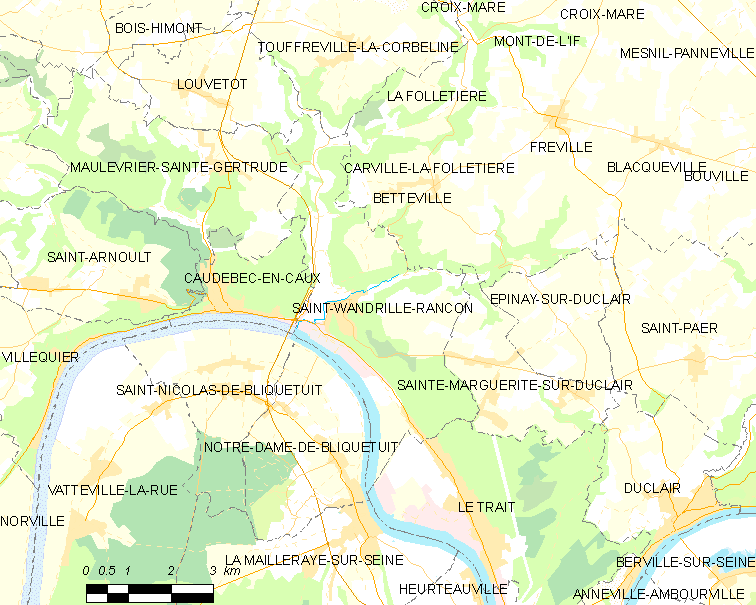
圣旺德里耶-朗松的OSM定位图

## 行政
圣旺德里耶-朗松的邮政编码为76490，INSEE市镇编码为76659。

## 政治
圣旺德里耶-朗松所属的省级选区为塞纳河畔热罗姆港县。

## 人口

1962-2008年间圣旺德里耶-朗松人口变化图示

圣旺德里耶-朗松于2018年1月1日时的人口数量为1210人。